# 23228 Нандінісарма
23228 Нандінісарма (23228 Nandinisarma) — астероїд головного поясу, відкритий 21 листопада 2000 року.
Тіссеранів параметр щодо Юпітера — 3,562.